# Wankeliella medialis
Wankeliella medialis är en urinsektsart som beskrevs av Simón och Rafael Jordana 1994. Wankeliella medialis ingår i släktet Wankeliella, och familjen blekhoppstjärtar. Arten är reproducerande i Sverige.